# 24-Stunden-Rennen auf dem Nürburgring 2002

Streckenführung für das 24-Stunden-Rennen ab 2002 incl. Mercedes-Arena (grau)

Das 30. 24-Stunden-Rennen auf dem Nürburgring fand vom 1. auf den 2. Juni 2002 auf dem Nürburgring statt.

## Rennergebnis
Das Rennen gewann wie bereits im Jahr zuvor die Mannschaft von Zakspeed Motorsport mit der Chrysler Viper GTS-R. Das Auto pilotierten wieder Peter Zakowski und Pedro Lamy, Vorjahressieger Michael Bartels wurde durch Robert Lechner ersetzt. Die Viper dominierte das Feld und fuhr pro Runde 20 Sekunden schneller als der Rest des Feldes. Nach einem Problem mit der Servolenkung in der Startrunde kämpften sich Jürgen Alzen, Arno Klasen, Markus Oestreich und Timo Bernhard im H&R Spezialfedern-Porsche GT3 zurück und erreichten mit zwei Runden Rückstand den zweiten Rang und den Sieg in der GT3-Klasse. Auf dem dritten Platz – mit weiteren zwei Runden Rückstand – wurden Wolfgang Destree, Kersten Jodexnis, Paul Hulverscheid und Dr. Edgar Althoff, ebenfalls in einem Porsche GT3, gewertet.
Die Sieger erreichten nach 141 Runden das Ziel und legten dabei eine Renndistanz von 3658,53 km zurück. Von den 202 gestarteten Fahrzeugen kamen 57 nicht in die Wertung.

## Streckenführung
Seit dem Umbau der Strecke im Jahr 1983 wurde das 24-Stunden-Rennen am Nürburgring ab 1984 auf einer Kombination aus Nordschleife und Grand-Prix-Strecke ausgetragen. Ab 1995 wurde zusätzlich die neue Veedol-Schikane in die Streckenführung integriert. 2002 wurde erstmals der neu gebaute Abschnitt Mercedes-Arena befahren.